# Antonio Mosca
Antonio Mosca (Pieve di Cento, 27 maggio 1870 – Bologna, 29 maggio 1951) è stato un pittore italiano figurativo, attivo nella fine del 1800 e nella prima metà del 1900.
Artista completo, si cimentò sia nell'affresco, come decoratore d'interni, sia nella pittura a olio, dove nei diversi generi del ritratto, del paesaggio e della natura morta, conseguì ottimi risultati molto apprezzati sia in ambito regionale che nazionale.

## Biografia

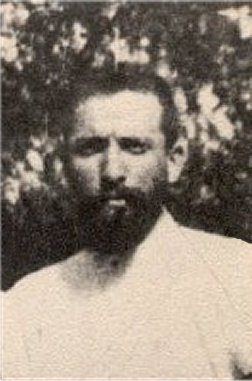
Antonio Mosca
fotografia del 1896

### Famiglia
Nato a Pieve di Cento, in provincia di Bologna, da Giovanni Battista e da Maria Luigia Parmeggiani, entrambi di umili origini.
Era gemello di Pietro (27 maggio 1870 - 22 gennaio 1952) che divenne poi un apprezzato imprenditore costruttore di botti per gli stabilimenti enologici.
Aveva una sorella maggiore, Ernesta (7 febbraio 1867 - 20 novembre 1942), sposata dal 1891 con Luigi Zamboni, e un fratello minore, Gaetano Evaristo, che morì all'età di tre anni (26 aprile 1876 - 11 febbraio 1880).
La zia paterna Carolina Mosca (1848-1931) fu a servizio per 48 anni in casa Donzelli di Bologna.
Il 10 luglio 1901 sposò Amedea Amalia Maria Stanzani (1878-1957), maestra elementare, figlia di Raffaele (1846-1901) e di Leonilde Pavignani (1845-1912), da cui ebbe tre figli: Arrigo (1903-1994), Ornella (1909-1988) e Alberto (1918-1998). Amedea prima del matrimonio abitava insieme alla madre Leonilde presso Villa Bonci fuori Porta Sant'Isaia al numero 42 dove la madre probabilmente prestava servizio. Dopo il matrimonio la coppia andò ad abitare al numero 241 sempre fuori Porta Sant'Isaia a Bologna per spostarsi dopo circa due anni fuori Porta Aurelio Saffi al numero 641 quinto.

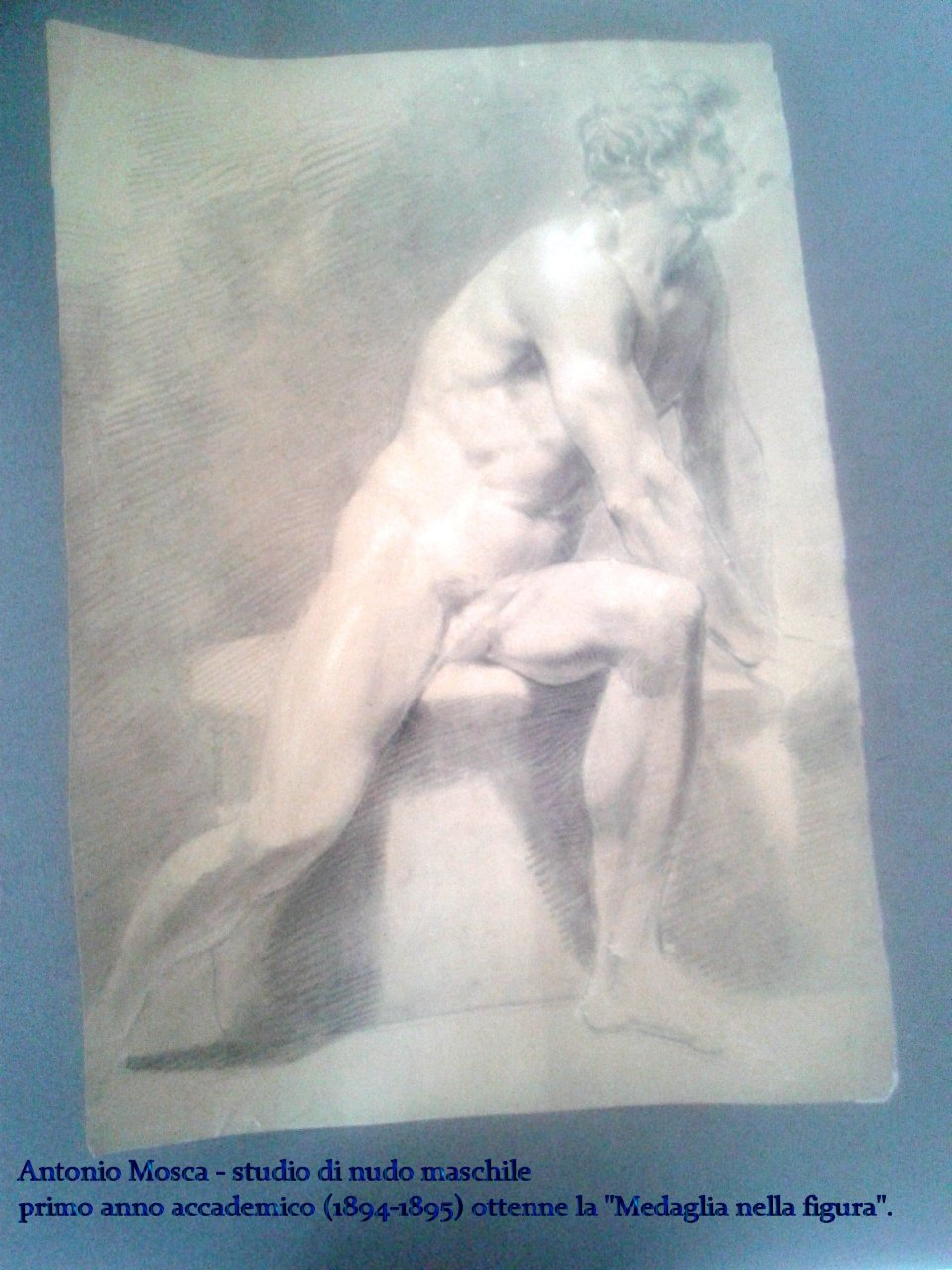
<div style="text-align: center">studio di nudo maschile 1895 - medaglia nella figura 1º corso Accademia Belle Arti di Bologna

### Studi
Antonio frequentò la scuola dell'obbligo e le Scuole Industriali di Cento.
Studiò alla Scuola di Disegno e Ornato di Cento sotto la guida di Marcello Basilio Mallarini formandosi sui testi del francese Jean-Pierre Thénot come da lui stesso affermato nella sua lettera di presentazione a Parigi del 1913 del Trattato di prospettiva teorico pratico da lui scritto. Fra i testi che contribuirono alla sua formazione si trova il "Cours de Mathematiques a l'usage de l'Ingenieur Civil par J. Adhémar - applications de Geometrie descriptive - Ombres - Paris 1838".
Il 5 maggio 1890, Antonio Mosca, già qualificato come "pittore", fu arruolato nell'82º Reggimento fanteria "Torino".dove adempì gli obblighi di Leva essendo congedato il 14 ottobre 1893.
Una volta congedato usufruì per circa un anno e mezzo di un sussidio del Consiglio Comunale di Pieve di Cento, proveniente dal Pio Legato Melloni, già destinato a Giuseppe Zacchini (1872-1944), di cui era in relazione di amicizia - che in quel periodo si trovava sotto le armi - questo gli permise di frequentare l'Accademia di Belle Arti di Bologna negli anni 1894-1896.
La breve esperienza accademica gli servì per affinare l'arte del ritratto che già padroneggiava. Per l'alto profitto del primo anno accademico (1894-1895) gli fu conferita la "Medaglia nella figura". In questi anni e fino alla data del suo matrimonio visse in una camera in affitto a Bologna.

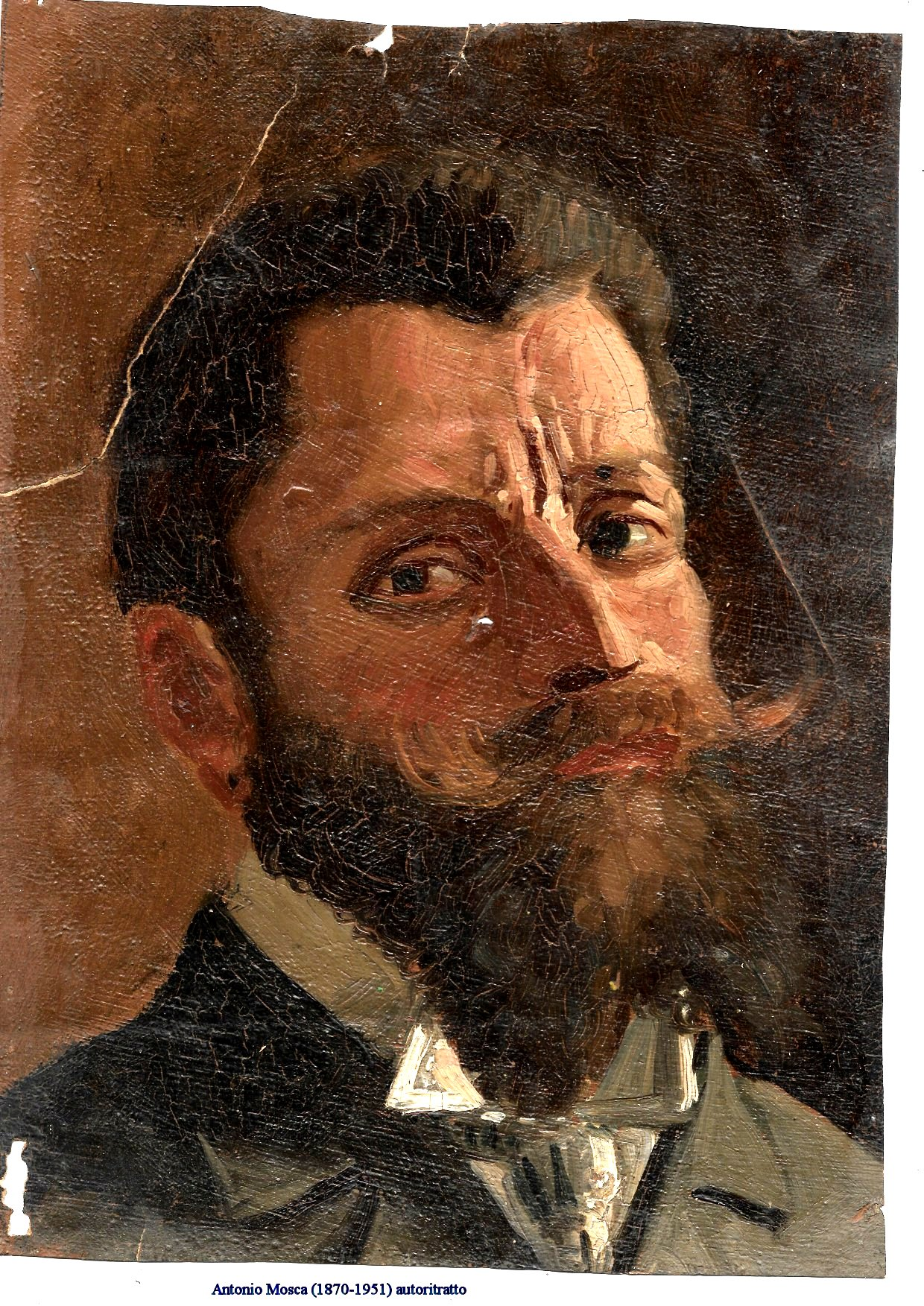
Antonio Mosca
autoritratto del 1908

### Attività

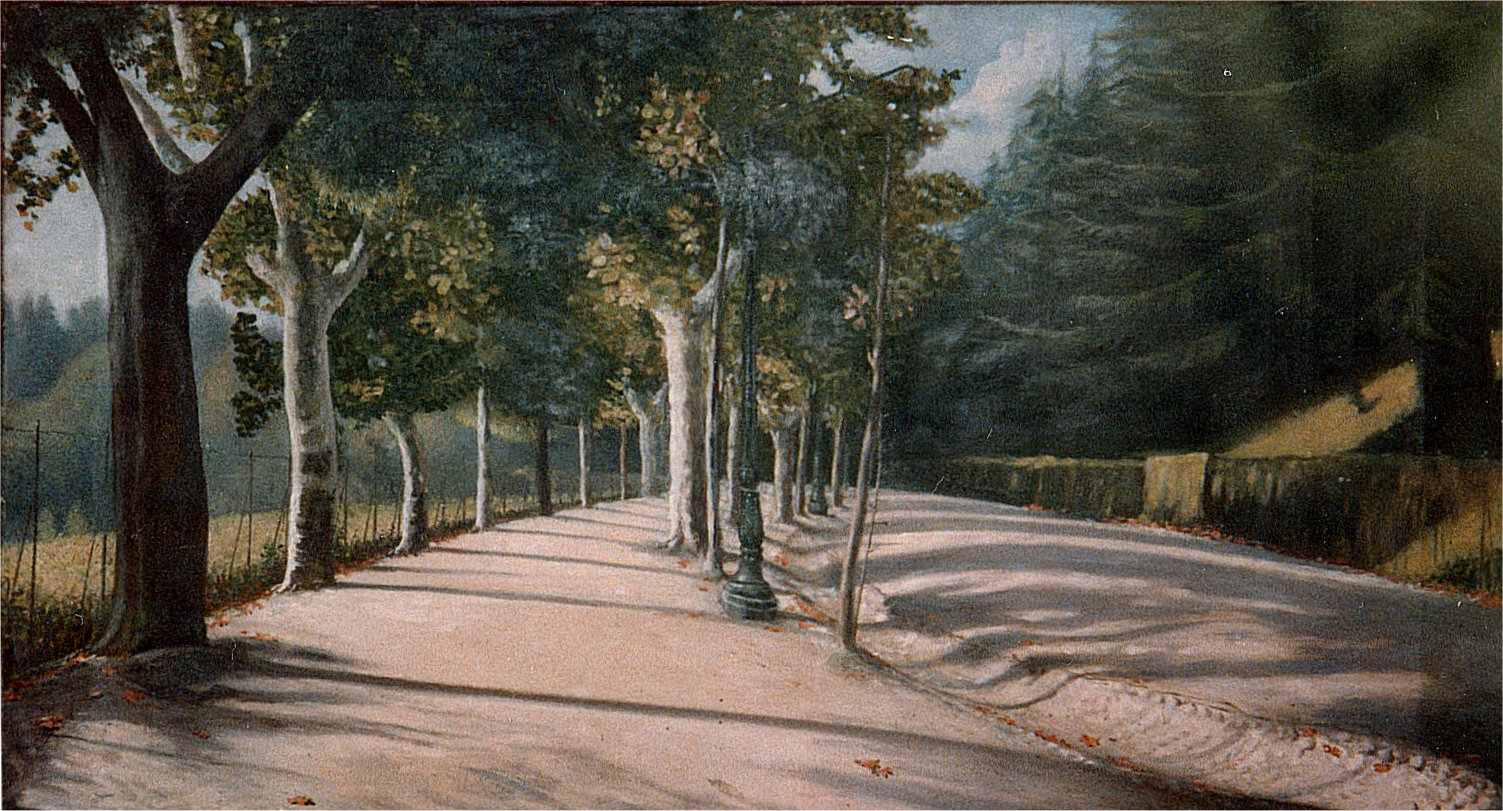
Strada panoramica per San Michele in Bosco Bologna

Il 23 aprile 1899 gli viene rilasciato il lasciapassare per la Romania. Resta ignoto il motivo di quel viaggio e anche resta il dubbio che sia stato mai fatto.
A questa data Antonio risulta già residente a Bologna, in camera d'affitto, dove il 10 luglio 1901 sposa Amedea Amalia Maria Stanzani (1878-1957), maestra elementare, figlia di Raffaele, deceduto il 9 gennaio dello stesso anno, e di Leonilde Pavignani.
Uno dei due testimoni di nozze fu Francesco Fabbri, decoratore, suo collaboratore nella coeva decorazione del catino della cupola della Chiesa di San Pietro di Castello d'Argile, paese natale della suocera Leonilde Maria Pavignani, insieme al più anziano e già affermato Cesare Mauro Trebbi (1847-1931).

A Bologna, per sua stessa ammissione in una nota autografa, "fu assunto per pratica in decorazione dal celebre decoratore Leonardo Luigi Banzi con cui divise per due anni circa le peripezie, premesso il carattere strano del Banzi".
Nel 1900 stringe un sodalizio di lavoro con Francesco Fabbri e Francesco Querzoli di cui si ha notizia da una annotazione su un taccuino per "spese per cartoline reclame Fabbri, Querzoli e Mosca".
Nel 1905 dipinge il catino della cupola e l'abside della Chiesa di Santa Maria Maddalena in via Zamboni, 49 a Bologna in collaborazione con il figurista Domenico Ferri (1857-1940).
La sua attività si espletò anche in diverse chiese dell'Emilia-Romagna, Umbria, Marche e Trentino-Alto Adige (parrocchiale di Tuenno, parrocchia di Novaledo il cui parroco Don Antonio Molinari rimase entusiasta dei lavori eseguiti).
Il critico d'arte professor Vittorio Fabris segnala lavori di decorazione del pittore Antonio Mosca a Borgo Valsugana, Trento, nella cappella della Immacolata ivi esistente, riferibili all'anno 1905. Sempre in Borgo Valsugana l'architetto Michele Anderle, incaricato del restauro interno della chiesa arcipretale, segnala la collaborazione di Antonio Mosca con il pittore Sigismondo Nardi. Antonio Mosca effettuerà il restauro dei dipinti del Nardi nel 1922-1924 in parte anche rifacendoli ex novo. I rapporti intercorsi col Nardi trovano conferma in una lettera e quattro cartoline postali datate 1923 inviate a Antonio Mosca dal Nardi stesso. Non solo ma una cartolina postale inviata dal Nardi al Mosca documenta i rapporti di collaborazione nella decorazione della parrocchiale di Tuenno nel 1914 così come una nota scritta di pugno di Antonio Mosca su una fotografia del monumento al Redentore di Montagnaga di Pinè ci informa della collaborazione dei due pittori nella decorazione interna della Scala Santa di quell'insigne monumento progettato dall'Ing. Panz. 

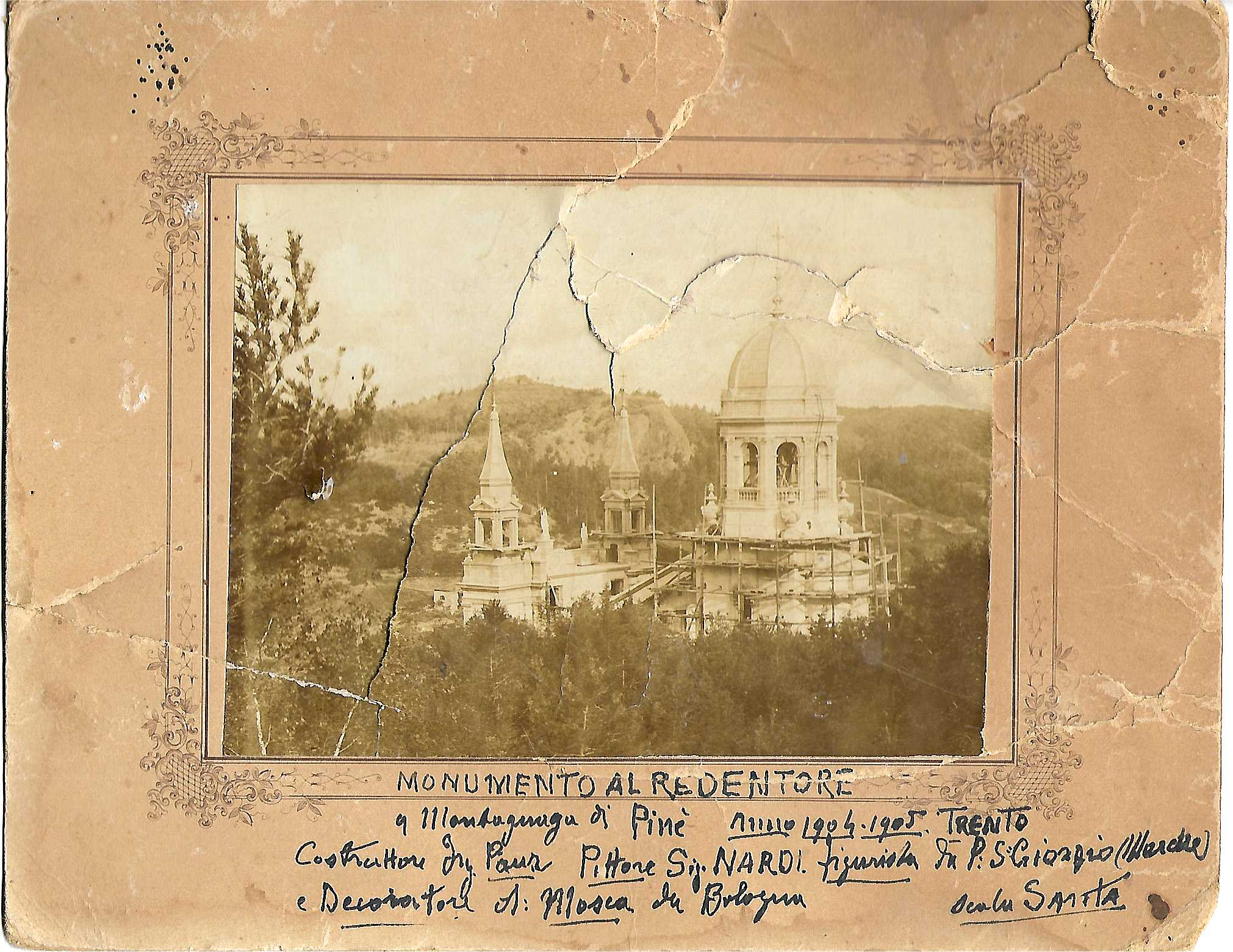
Monumento al Redentore di Montagnaga di Pinè Trento - affreschi di Sigismondo Nardi e Antonio Mosca - 1904-1905

Fu autore di un Trattato di prospettiva teorico-pratico-dimostrativo premiato alla Esposizione di Milano del 1912 che a Parigi nel 1913 vinse anche il Gran Prix e ottenne la Medaglia d'oro come ci informa L'Illustrazione di Bologna del 30 giugno del 1913 e come amava fregiarsi nell'intestazione della sua corrispondenza.
Nel 1912-1913 dipinse il ritratto di re Nicola I del Montenegro per il Comitato pro-feriti montenegrini delle Guerre balcaniche.
Ritratto recensito sempre da L'Illustrazione di Bologna del 30 giugno 1913 e definito bellissimo ma di cui si sono perse le tracce.
Nel 1914 è chiamato a Tuenno, nell'allora Tirolo austriaco, da Sigismondo Nardi, per eseguire lavori di decorazione della locale Parrocchia di Sant'Orsola.
Il 1919 lo vede impegnato nelle Marche intento alla decorazione dell'interno del Teatro di Grottazzolina in provincia di Fermo.
Nel 1922 viene colpito da una forma di poliartrite reumatica cronica che nel 1928 lo induce a sottoscrivere una polizza assicurativa da cui risulta lo stile di vita del pittore.
Il Comune di Pieve di Cento nel 1924 lo incarica della decorazione dell'Orologio Pubblico posto sulla fronte del Palazzo Comunale.
Nel 1928 eseguì dei lavori non meglio specificati a Villa Altura di Bologna per la contessa Clara Cavalieri Archivolti, personaggio di spicco nella Bologna dell'epoca, con cui intratteneva buoni rapporti epistolari.
Nel 1933 esegue dei lavori di decorazione a Villa Gandino che Adolfo Gandino aveva ereditato dal padre a Ozzano dell'Emilia.
Il Comune di Bologna negli anni 1936-1937 gli affida i lavori di restauro e decorazione del salone del Teatro Comunale e della Sala degli stemmi nel Palazzo Comunale.
Esegue lavori di restauro e decorazione del cinema-teatro Regina in via Mascarella n.1 a Bologna.
Dopo la seconda guerra mondiale abitò fino alla morte in via Savenella al n. 21.
Era collezionista, amante della pittura del Seicento, in relazione con Giovanni Piancastelli (1845-1926).

### Indirizzi
- via San Giuseppe n.241 dal 1900 circa
- fuori Porta Sant'Isaia n. 241 Bologna dal 1901 al 1903 circa
- fuori Porta Aurelio Saffi n. 641 quinto dal 1903 al 1910 circa
- via Castiglione n. 39 Bologna dal 1910 al 1916 circa
- via dei Cappuccini n. 6 Bologna dal 1916 al 1927
- via Savenella n. 40 Bologna dal giugno 1927 al 1943 - stabile distrutto dalle bombe il 31-3-1944
- sfollato a Pieve di Cento causa guerra dal 1943 al 1944
- via Savenella n. 21 Bologna dal 1945 fino alla morte[15]

### Morte
Morì nella sua casa di Bologna il 29 maggio 1951 all'età di 81 anni dopo una vita operosa.

Il suo epitaffio fu: Dedicò interamente la vita all'Arte e al Bello.
I suoi funerali si svolsero nella Basilica di San Domenico a Bologna.
Fu seppellito nel cimitero della Certosa di Bologna.

## Cronologia
- 1870, 27 maggio - nasce a Pieve di Cento in provincia di Bologna, il 28 maggio è battezzato in Santa Maria Maggiore.
- 1887, si iscrive alla scuola Professionale di Cento diretta dal Prof. Marcello Basilio Mallarini dove in due anni completa il ciclo di studi previsto in cinque anni data la forte inclinazione al disegno dimostrata a detta del suo insegnante stesso
- 1890, la famiglia si trasferisce a San Pietro in Casale[17]
- 1890, 5 maggio - arruolato nell'82º Fanteria "Torino"
- 1891, scrive il Trattato di prospettiva teorico-pratico-dimostrativo
- 1891-1893, compie il servizio militare
- 1891, esegue il ritratto ad olio del suo gemello Pietro Mosca
- 1894-1896, frequenta l'Accademia di Belle Arti di Bologna
- 1895, esegue i seguenti ritratti ad olio: della madre Maria Parmeggiani, del padre Giovanni Mosca, della zia Carolina Mosca, della cognata Adele Cavicchi
- 1896-1898, probabilmente in questi anni si colloca la sua assunzione, per pratica in decorazione, presso l'allora celebre decoratore Leonardo Luigi Banzi con cui divise per due anni circa le peripezie
- 1898, esegue lavori di decorazione nel Teatro Eden di Bologna ed altri non specificati a Rovigo, Ferrara, Cesena, Castel San Pietro
- 1899, progetta un viaggio a Bucarest in Romania
- 1900, lavora alla decorazione della Parrocchia di San Pietro di Castello d'Argile con Francesco Fabbri, sotto la direzione di Cesare Mauro Trebbi.
- 1900, affresca la cappellina di S. Anna della tenuta di Argelato del Cav. Camillo Pennazzi ed esegue lavori di decorazione a Villa Gina, o Flora, di Borgo Panigale di proprietà del conte Cosimo Pennazzi
- 1901, 10 luglio - matrimonio con Amedea Amalia Maria Stanzani
- 1902, esegue lavori di decorazione nell'albergo San Marco in via Indipendenza a Bologna per il Sig. Alessandro Riguzzi
- 1903, 11 febbraio - nasce il figlio Arrigo + 20 novembre 1994
- 1903, decora l'appartamento del marchese Scarselli in via Maggiore Bologna - Palazzo Bisteghi
- 1905, lavora alla decorazione del catino della cupola e dell'abside della chiesa di Santa Maria Maddalena, via Zamboni, 49 a Bologna in collaborazione con il figurista Domenico Ferri (1857-1940).

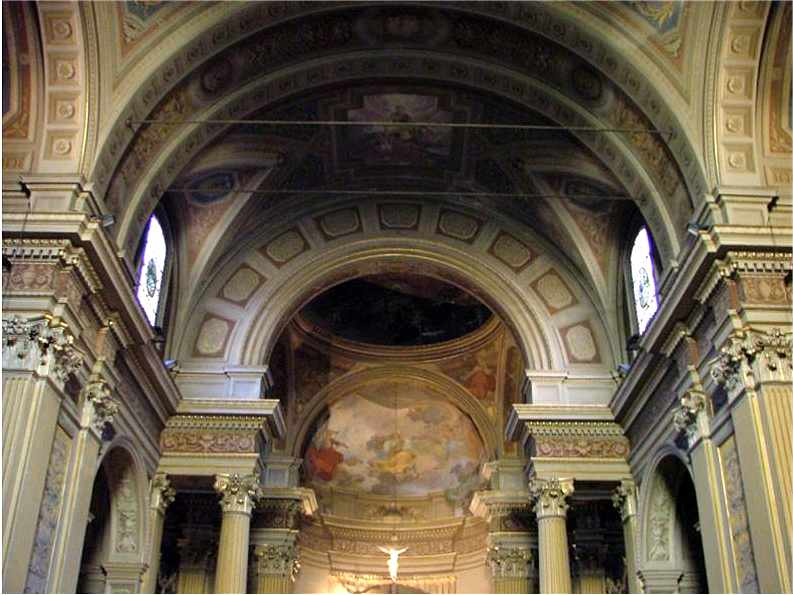
Chiesa di Santa Maria Maddalena a Bologna - particolare del presbiterio con affreschi di Domenico Ferri e Antonio Mosca del 1905

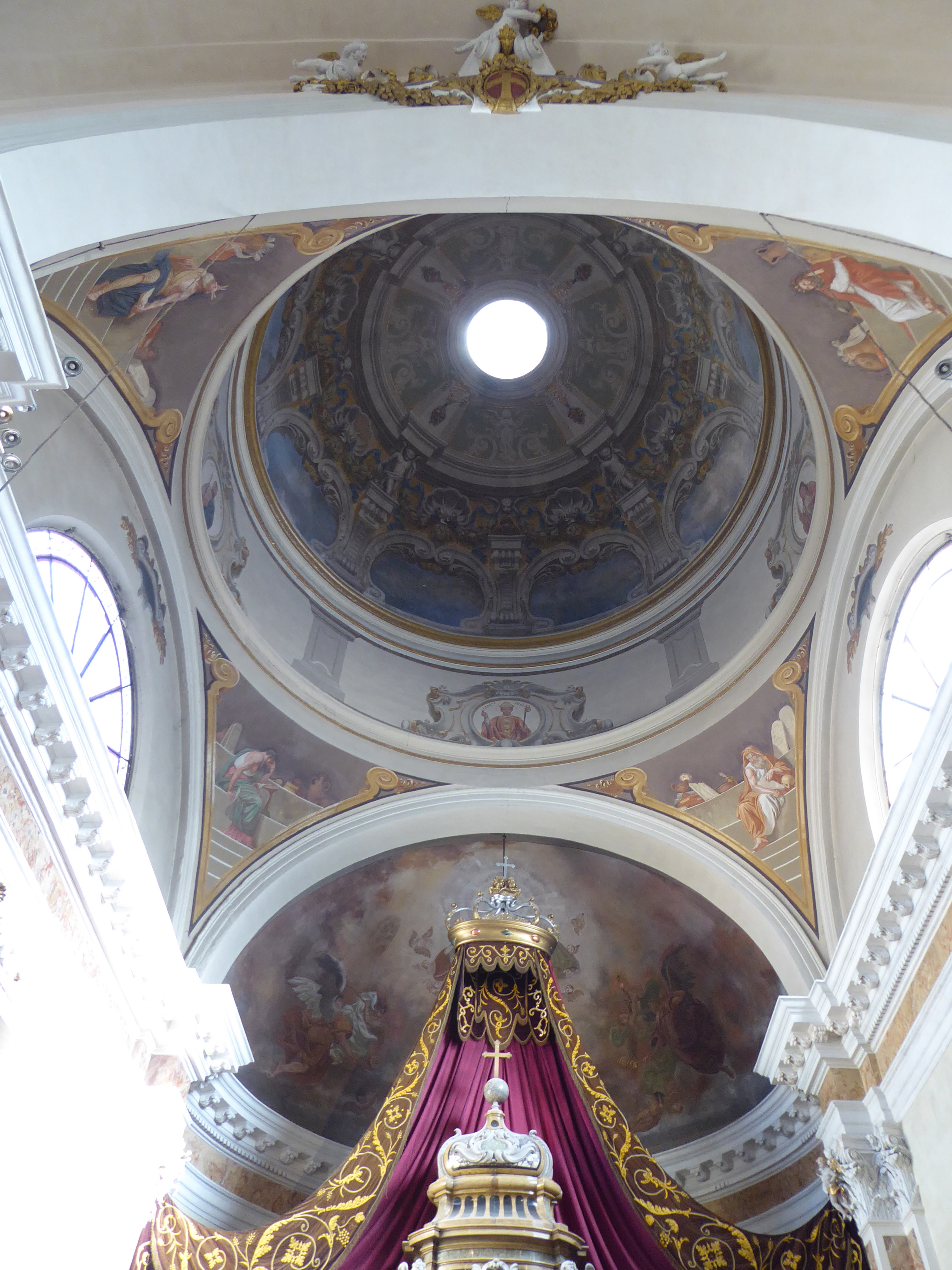
Chiesa Natività di Maria a Borgo di Valsugana - 1903-1904 e 1923

- 1903-1904 collabora con il pittore marchigiano Sigismondo Nardi alla decorazione della chiesa arcipretale di Borgo Valsugana[18][19].
- 1904-1905 collabora con il pittore marchigiano Sigismondo Nardi alla decorazione della Scala Santa nel monumento al Redentore di Montagnaga di Pinè, Trento
- 1905, Esegue lavori di decorazione nella cappella della Immacolata di Borgo Valsugana[20]. Probabilmente esegue lavori di decorazione nella chiesa di Santa Maria Assunta di Telve come testimoniato da alcuni schizzi a matita su un suo album di appunti.
- 1906, 18 marzo - esegue bozzetti per lavori di decorazione al Teatro Olimpia di Bologna
- 1907, 21 agosto - si trova a Montagnaga di Pinè dove riceve corrispondenza della famiglia da Bologna
- 1907, 25 novembre - nasce la figlia Ornella + 2 marzo 1988
- 1909, fornisce dei bozzetti per la decorazione della parrocchia di Bolognano non andata a buon fine
- 1909, si trova a Spello dove riceve corrispondenza. A Spello collabora con Domenico Ferri nella Collegiata di San Lorenzo
- 1909, esegue lavori di decorazione per il Sig C. Mattei a Bologna
- 1912, il 30 maggio si trova presso la Chiesa di Santa Maria dell'Angelo di Faenza dove riceve corrispondenza dalla moglie.
- 1912, presenta il suo Trattato di prospettiva teorico pratico alla Esposizione Internazionale del Lavoro di Milano del 1912 dove ottiene la medaglia d'oro
- 1913, presenta il suo Trattato di prospettiva teorico pratico alla Exposition International du Progres Moderne di Parigi del 1913 dove ottiene la medaglia d'oro
- 1913, 30 giugno è citato ne L'Illustrazione di Bologna
- 1912-1913 dipinge il ritratto di re Nicola I del Montenegro[21]
- 1914, 1º agosto - è chiamato a Tuenno, in Tirolo, dal figurista Sigismondo Nardi, a decorare la parrocchia locale dedicata a S. Orsola[22]
- 1916, si trova nelle Marche con Sigismondo Nardi dove a Magliano di Tenna insieme decorano la chiesa di S. Gregorio Magno[23][24] e in autunno a Recanati, dove[25] per conto del Nardi dipinse nel Duomo di Recanati
- 1918, 3 maggio - nasce il figlio Alberto (Tino) - 3 ottobre 1998
- 1919, 19 giugno - si trova a Grottazzolina in provincia di Ascoli Piceno nelle Marche intento alla decorazione interna del Teatro di Grottazzolina
- 1921, chiede e ottiene la rettifica della Guida di Bologna da Corrado Ricci dove a pag.116 attribuisce a altri la decorazione della chiesa di Santa Maria Maddalena a Bologna a lui spettante in collaborazione con Domenico Ferri (1857-1940)

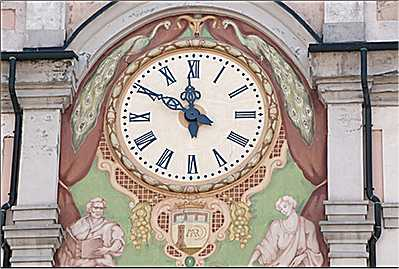
Facciata del Municipio di Pieve di cento - affreschi del 1924 di Antonio Mosca ai lati dell'orologio

- 1923-1924 esegue lavori di restauro nella chiesa arcipretale Natività di Maria di Borgo Valsugana[19][26][27]Progetto per la decorazione della chiesa Parrocchiale di Novaledo - Antonio Mosca 2.7.1923 Borgo Valsugana

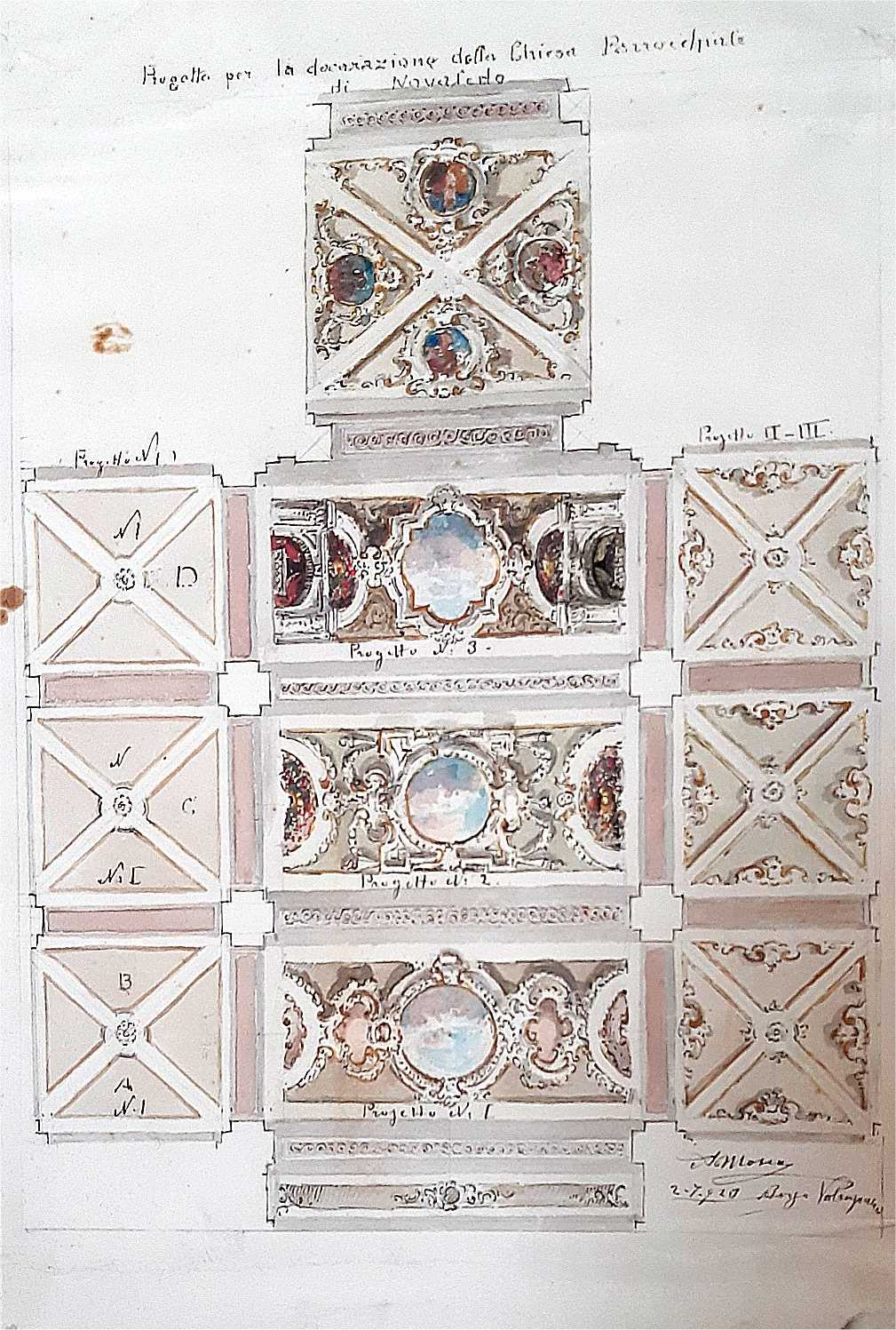
Progetto per la decorazione della chiesa Parrocchiale di Novaledo - Antonio Mosca 2.7.1923 Borgo Valsugana

- 1923 decorazione della parrocchia di Novaledo[28]
- 1923, a Montagnaga di Pinè collabora con Sigismondo Nardi alla decorazione della Scala Santa nel monumento al Redentore
- 1924 decorazione dell'orologio pubblico di Pieve di Cento.
- 1925 si trova a Ostiglia dove risiede nei mesi di luglio e agosto presso Frassinetti via Stazione 20.[29]
- 1927-1928 esegue lavori di restauro e decorazione nel cinema-teatro Regina di via Mascarella a Bologna e allo Stadio Littoriale[30]. Esegue lavori di decorazione a villa Altura di Bologna per conto della contessa Clara Cavalieri Archivolti.
- 1928, spedisce bozzetti per l'organo nuovo della chiesa Natività di Maria di Borgo di Valsugana, su richiesta di Monsignore Virgilio Grandi.
- 1930, esegue dei disegni decorativi per suppellettili di case private su incarico dell'ing. Vittorio Stanzani, in quegli anni molto attivo a Bologna insieme all'architetto Giorgio Ramponi nel progettare e arredare le case della borghesia bolognese emergente nel nuovo stile razionalista.
- 1931, esegue lavori di restauro e decorazione a Villa Altura a Bologna
- 1932, esegue vari lavori di decorazione a Bologna per: Sig. Salvadori via Giuseppe Galetti 80, Sig. Rubini viale Aldini, Sig. Barbani via San Mamolo
- 1933, esegue dei lavori di decorazione nella Villa Gandino (ex Palazzone) di Ozzano dell'Emilia per Adolfo Gandino con cui intrattiene cordiali rapporti anche epistolari.

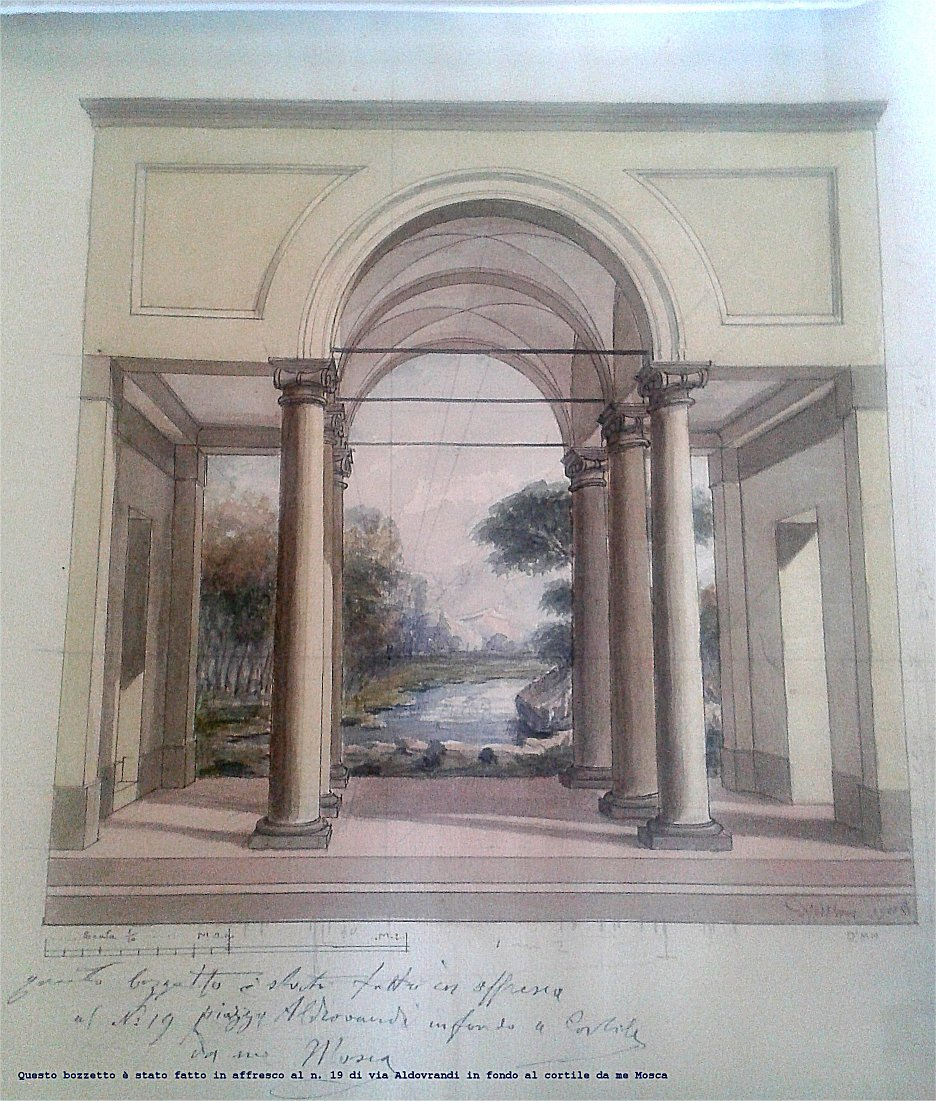
Bozzetto acquarellato di un affresco realizzato in via Aldrovandi 19 a Bologna in fondo al cortile nel 1933

- 1933, la segretaria del Conte Elia accusa ricevuta di 4 quadri grandi e uno piccolo per la Villa Elia Lusa di Roma del Conte Elia.
- 1934, concorre insieme ai pittori Oreste Marozzi e Agostino Mazzanti per i lavori di restauro del primo piano del palazzo di via Marsala n. 31 a Bologna che ospita affreschi di Nicolò dell'Abate[31].
- 1934-1935, lavora con il suo aiutante Pietro Lodi alla decorazione del salone dei Domenicani a Bologna[32]
- 1935, preventivo per l'esecuzione di due plastici topografici di m.3 x 3 l'uno della Provincia di Bologna e l'altro dell'Emilia e Marche da eseguirsi nell'ingresso dell'Istituto di Previdenza Sociale di Bologna. Ritratto di Annita Galli.
- 1935, esegue lavori di restauro e decorazione nella Sala degli stemmi (odierna Sala Urbana) di Palazzo d'Accursio sede del Comune di Bologna[33].
- 1936, esegue lavori di decorazione a Villa Baldi e alla cappellina annessa a Miserzano frazione di San Lazzaro di Savena n. 61 Croara[34]
- 1936, esegue lavori di decorazione nel salone del Teatro Comunale di Bologna[35].
- 1937, fa visita al figlio Arrigo a Milano in corso Sempione, 100.
- 1940, fa visita al figlio Arrigo a Milano. In questa occasione dipinge l'acquarello "dal Parco nuovo" 1940 dal Parco nuovo (Parco Sempione di Milano - ponte delle Sirenette)

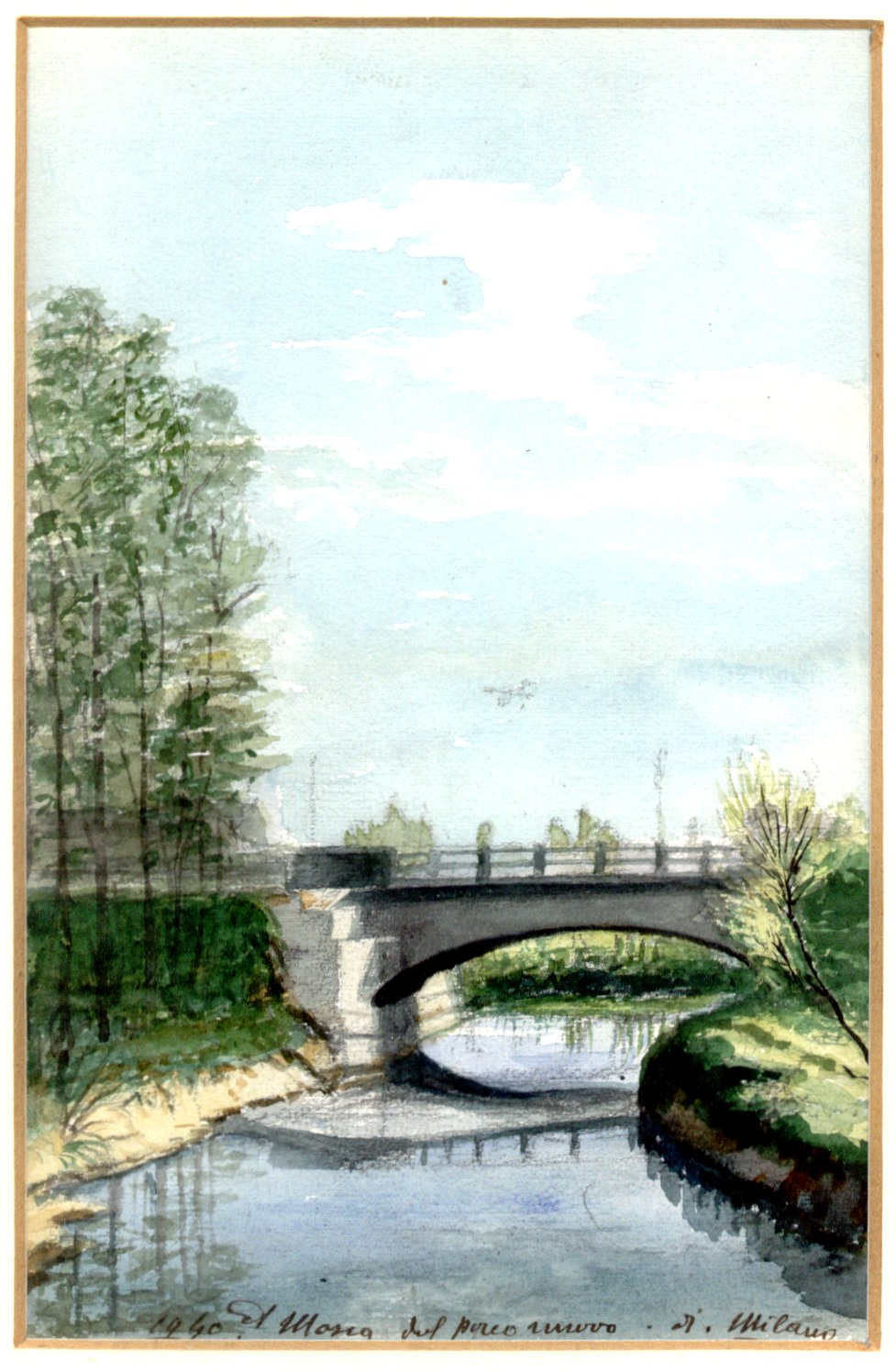
1940 dal Parco nuovo (Parco Sempione di Milano - ponte delle Sirenette)

- 1940, nella ville dei Fiamminghi a Bertalia, Bologna, scatta foto di due "Capricci" dipinti a tempera, di cui esegue anche copie ad acquarello.
- 1942, esegue lavori di decorazione a Palazzo Hercolani-Bonora per conto del Commendatore Romeo Melloni. in via S. Stefano 30 a Bologna
- 1943, gennaio esegue il ritratto postumo della moglie di Arnaldo Bianchi di Milano, parente di sua nipote Angiolina Mosca
- 1944, 22 marzo la casa di via Savenella 40 viene distrutta durante i bombardamenti degli alleati su Bologna. La famiglia è già sfollata a Pieve di Cento.
- 1947, lavora in Villa Sarti a Prada di Grizzana Morandi e in luglio a Copparo presso la Chiesa Arcipretale.
- 1951, 29 maggio muore a Bologna

## Atto di battesimo
Fu presentato dal padre che ha dichiarato in presenza di Govoni Claudio e Modonti (?) Battista.
Testimoni i quali udirono la dichiarazione. In fede Don Angelo Marangoni Ca...(?)»

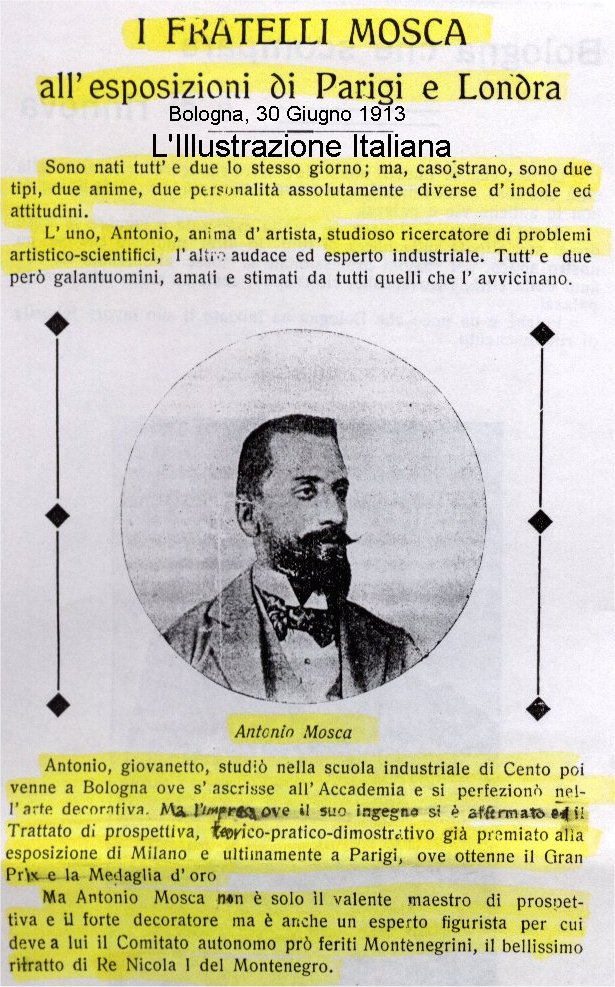
L'Illustrazione - Bologna, 30 giugno 1913

## L'Illustrazione
Antonio, anima d'artista, studioso ricercatore di problemi artistico-scientifici… galantuomo, amato e rispettato da tutti quelli che l'avvicinano.

Antonio giovanetto studiò nella scuola industriale di Cento poi venne a Bologna ove si iscrisse all'Accademia e si perfezionò nell'arte decorativa. Ma l'impresa ove il suo ingegno si è affermato è il Trattato di prospettiva, teorico-pratico-dimostrativo già premiato alla Esposizione di Milano e ultimamente a Parigi, ove ottenne il Gran Prix e la Medaglia d'oro.

Ma Antonio Mosca non è solo il valente maestro di prospettiva e il forte decoratore ma è anche un esperto figurista per cui deve a lui il Comitato autonomo pro feriti Montenegrini, il bellissimo ritratto di re Nicola I del Montenegro.»

### Persone
- Joseph-Alphonse Adhémar (1797-1862)
- Leonardo Luigi Banzi (1845-1914)
- Clara Cavalieri Archivolti (1852-1945)
- Giovanni Emanuele Elia (1866-1935)
- Domenico Ferri  (1857-1940)
- Adolfo Gandino (1878-1940)
- Marcello Basilio Mallarini (18..-1902)
- Sigismondo Nardi ((1866-1924)
- Nicola I del Montenegro (1841-1921)
- Giovanni Piancastelli  (1845-1926)
- Corrado Ricci (1858-1934)
- Jean-Pierre Thénot (1803-1857)
- Cesare Mauro Trebbi (1847-1931)
- Giuseppe Zacchini (1872-1944)
- Guido Zucchini (1882-1957)
- Francesco Fabbri (1876-1962)
- Francesco Querzoli

### luoghi
- Grizzana Morandi
- Copparo
- Novaledo
- Tuenno
- Grottazzolina
- Magliano di Tenna
- Borgo Valsugana
- Ostiglia
- Pieve di Cento
- San Pietro in Casale
- Castello d'Argile
- Bologna
- Villa Basabò
- Villa Gandino
- Palazzo Hercolani-Bonora
- Chiesa di Santa Maria Maddalena (Bologna)
- Chiesa della Natività di Maria (Borgo Valsugana)
- Chiesa di San Giorgio (Altopiano della Vigolana)
- Monumento al Redentore (Montagnaga)
- Accademia di belle arti di Bologna